# 戈吉比克湖 (密歇根州)
戈吉比克湖（英語：Lake Gogebic）是位於美國密歇根州昂托納貢縣伯格蘭鎮區的一個普查規定居民點。

## 人口
根據2020年美國人口普查的數據，戈吉比克湖的面積為4.66平方千米，當中陸地面積為2.80平方千米，而水域面積為1.86平方千米。當地共有人口122人，而人口密度為每平方千米26.18人。